# Чильдара
Чильдара (тадж. Чилдара) — сельский населённый пункт в Сангворском районе РРП Таджикистана. Входит в состав сельской общины (джамоата) Чильдара, его административный центр. Расстояние от села до центра района (село Тавильдара) — 25 км. Население — 708 человек (2017 г.), таджики. Население в основном занято сельским хозяйством (животноводство и растениводство). Земли орошаются главным образом водами горных источников.